# 臺中廣天宮
台中廣天宮是位於臺灣中部的臺中市北屯區的財神廟，鄰近於大坑口、二分埔，前廣三建設機構總裁曾正仁家族於1984年間選址在台中市北屯區遼陽五街131號（文心路四段四維國小附近）興建，1986年廟體相繼竣工斥資一億元。 
現任管理團隊進駐後，重新修繕廣天宮外觀及內部動線；主持廟務的主委受到財神爺指示，前往中國四川峨嵋迎回當今世上歷史最悠久，刻製於距今一千四百年的唐高祖時代石作金身，是為開基始祖武財神，也因世界第一尊財神爺供奉在此，將宮名變更為「台中廣天宮 財神開基祖廟」，並在新廟主的規畫下，走出自己的一條新路。

## 沿革
廟內主祀：財神爺趙公明

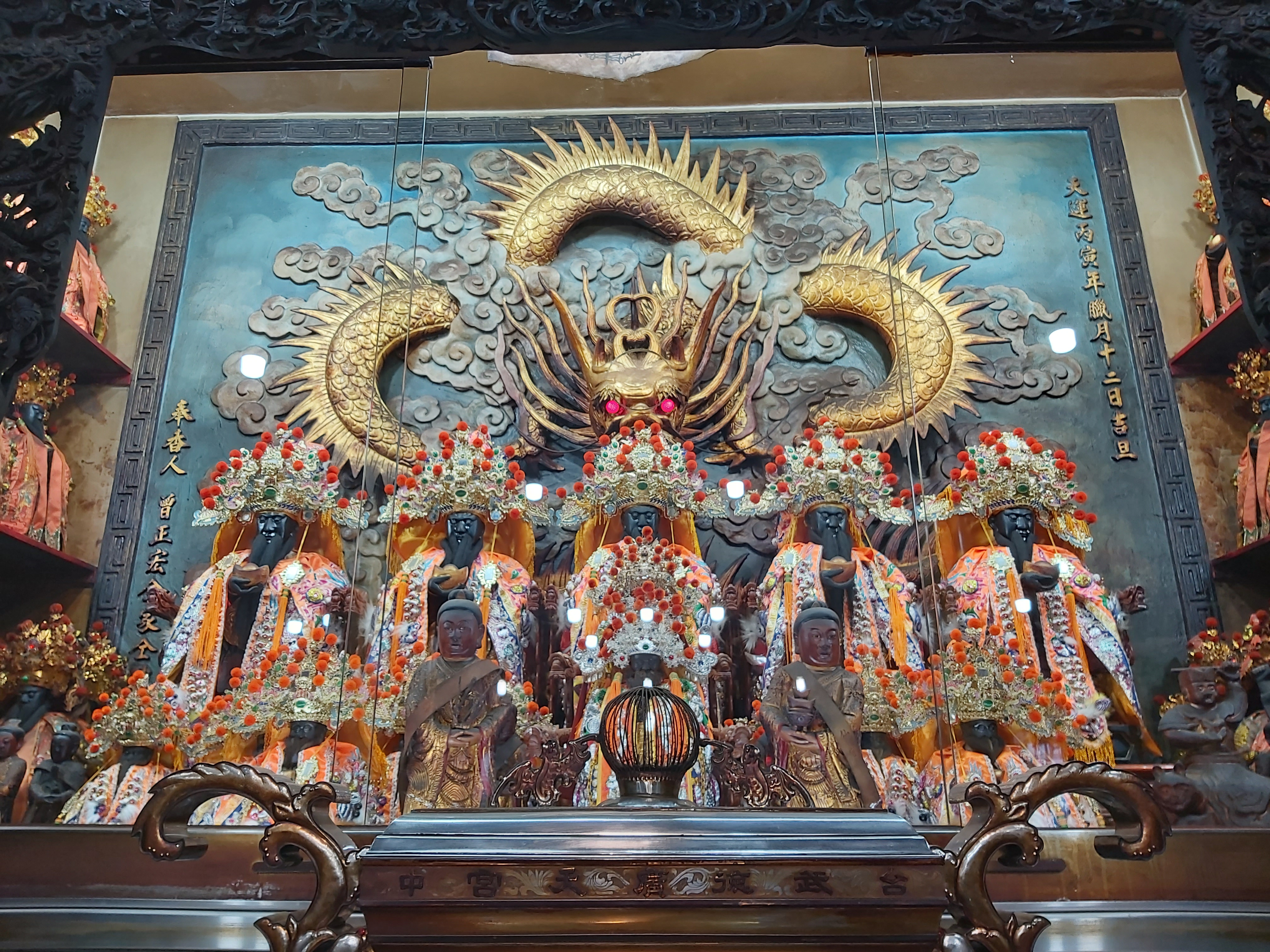
正殿五路財神神像

聖誕千秋之日：農曆三月十五日，民間也俗稱「求財日」。
台中廣天宮財神開基祖廟位於台中市北屯區遼陽五街131號，於民國七十五年廟體相繼竣工，全殿以大理石興建，廟宇雕樑畫棟，工法細緻，氣宇非凡。
民國七十三年延靈北港武德宮領旨建宮。
民國七十五年農曆十二月十二日舉行安座大典。
民國九十五年新整修觀音殿。

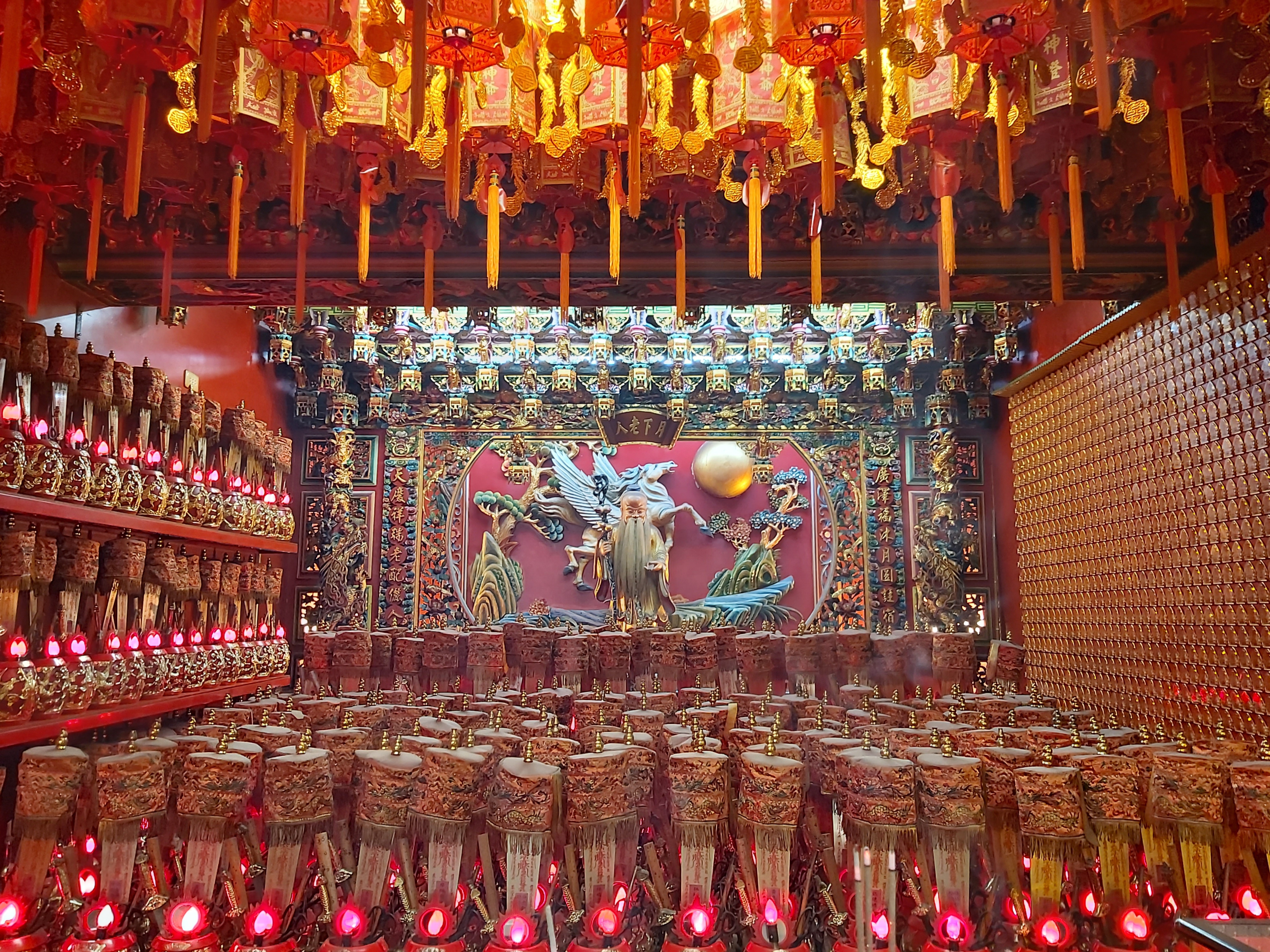
月老殿

民國九十八年農曆六月廿一日擴建月老殿，與原有的觀音殿、瑤池金母殿和城隍殿，共同護祐信眾的福祿壽喜。

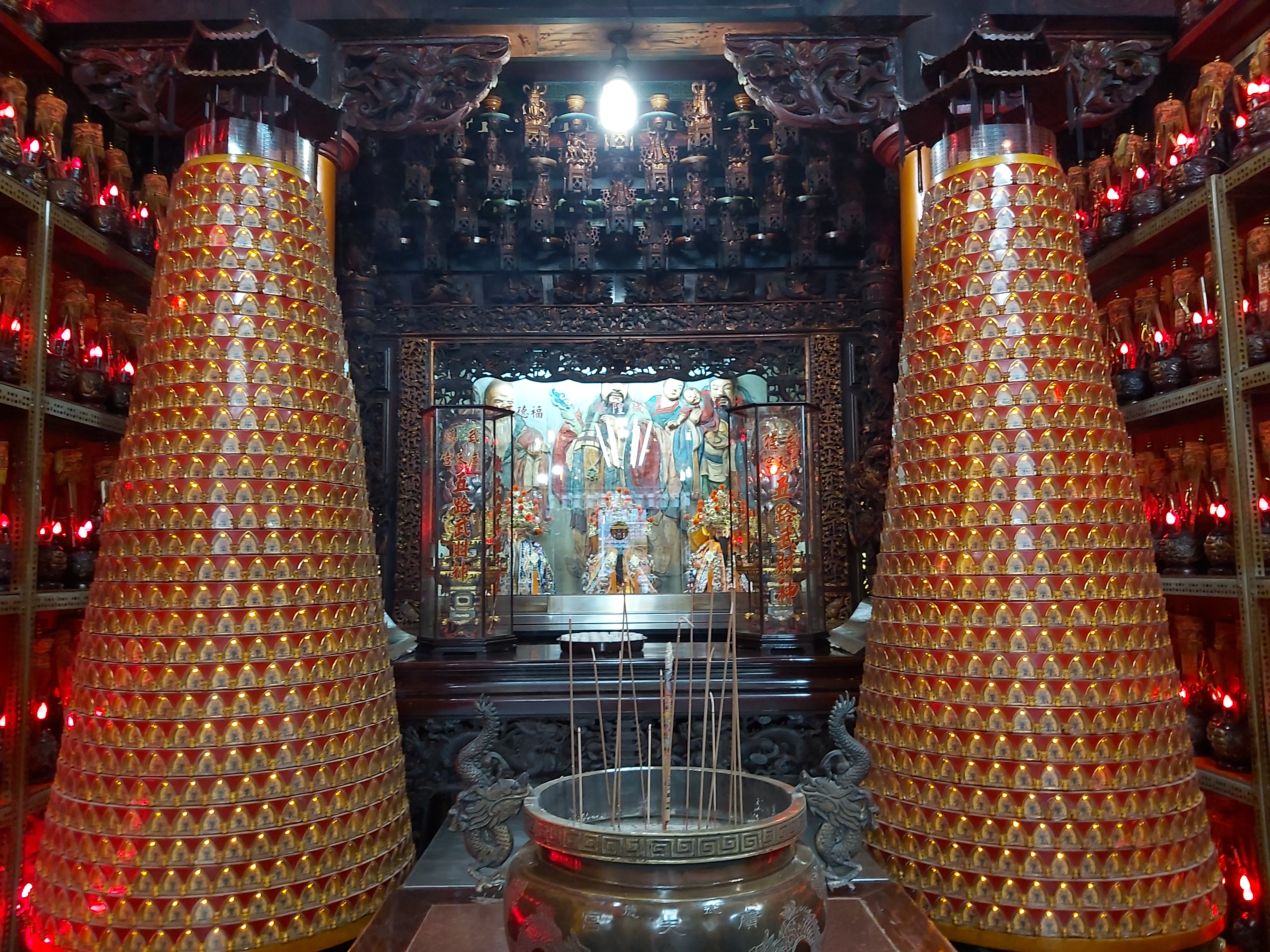
城隍殿
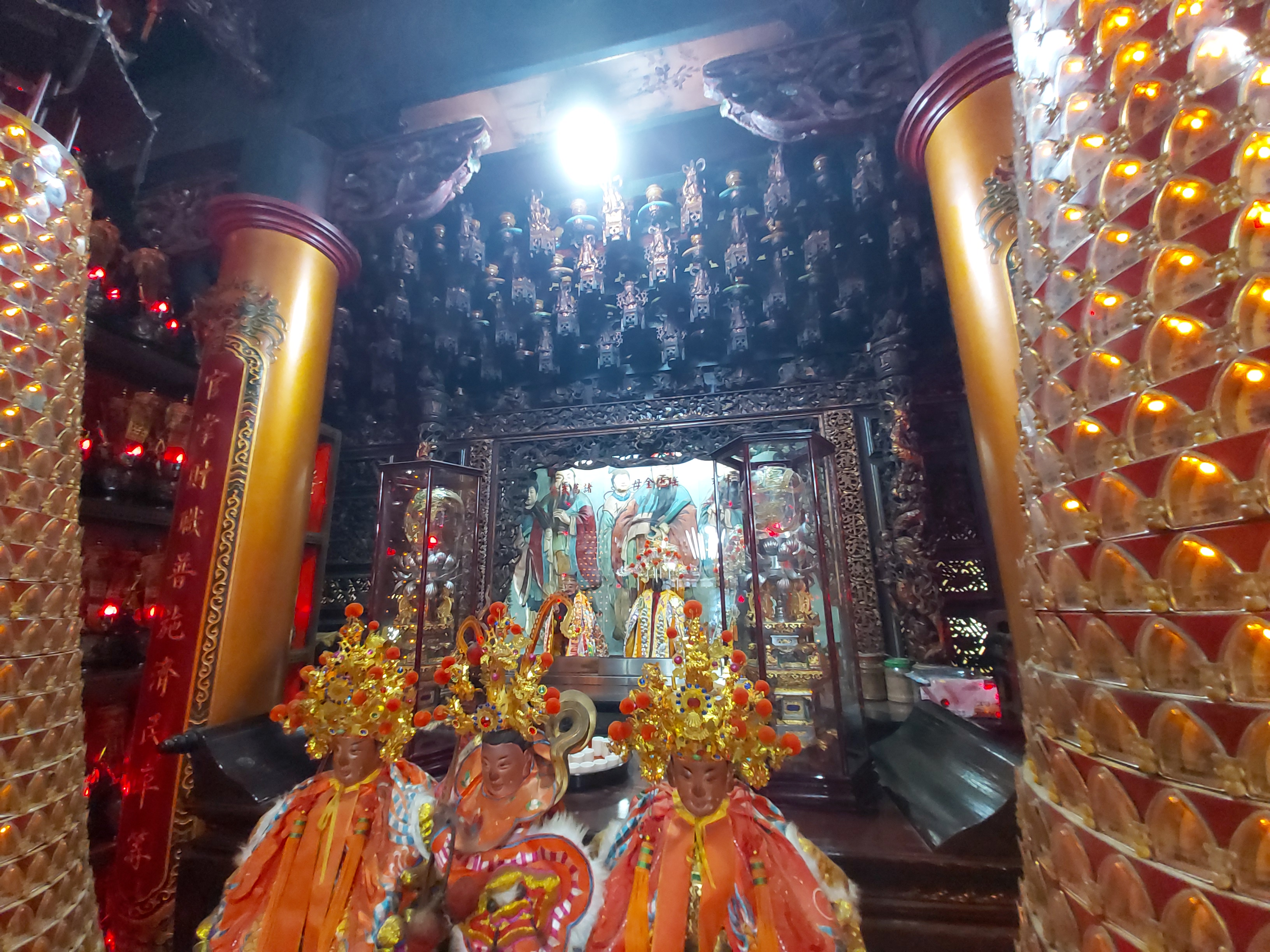
瑤池金母殿
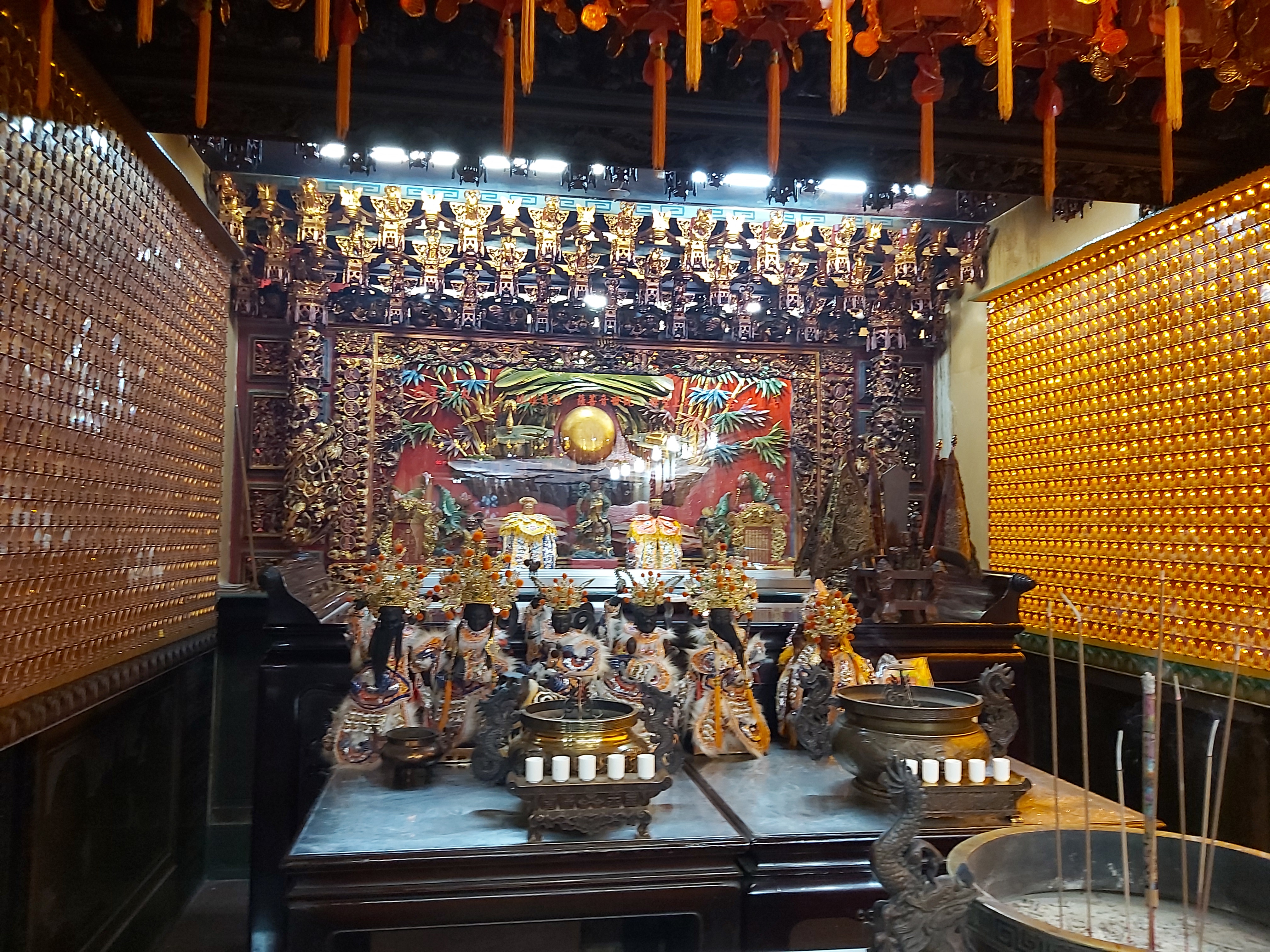
觀音殿

民國九十七年，台中廣天宮因特殊因緣，排除萬難，得以將中國四川省峨嵋山羅浮洞（現今九老洞）的財神開基老祖金身恭迎回台，並永久供奉在廣天宮之內。
雖然建廟歷史僅有30餘年，以廟宇建築本身並非歷史悠久，但因供奉著全球僅有，世界第一尊、歷史最悠久的財神爺開基老祖金身，遂以財神開基始祖為尊，正式於民國九十七年由「台中武德廣天宮 五路財神爺廟」，改名為「台中廣天宮 財神開基祖廟」，自此全台香客絡繹不絕，更是台中市重要的信仰中心及觀光景點。
民國一百零七年農曆十二月十二日，台中廣天宮卅三週年宮慶時，特開壇稟奏三界，由張智皓接任主任委員、張峻誠接任總幹事一職，成為了全台灣最年輕的主任委員與總幹事。

## 財神開基老祖

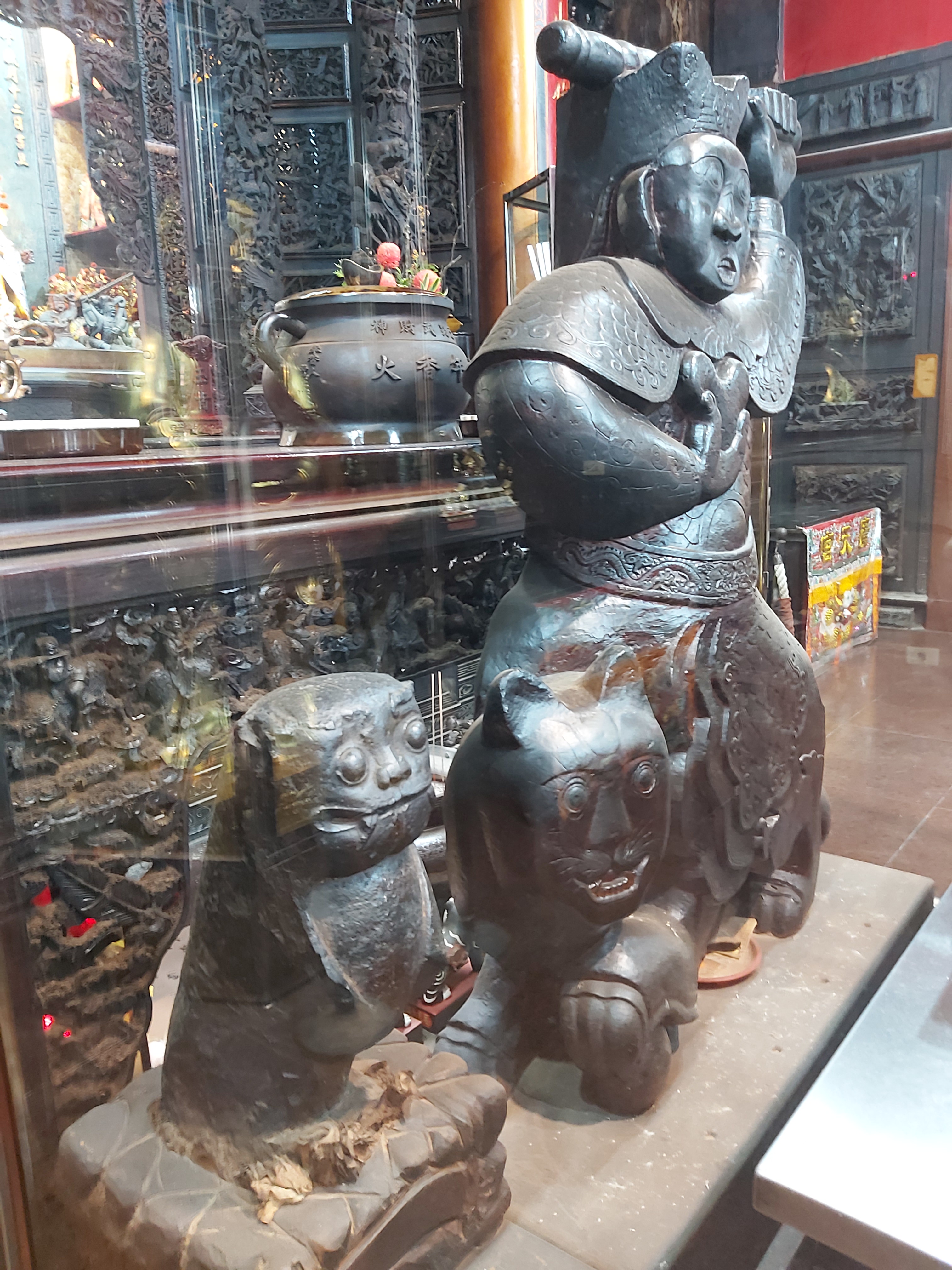
財神開基老祖聖像

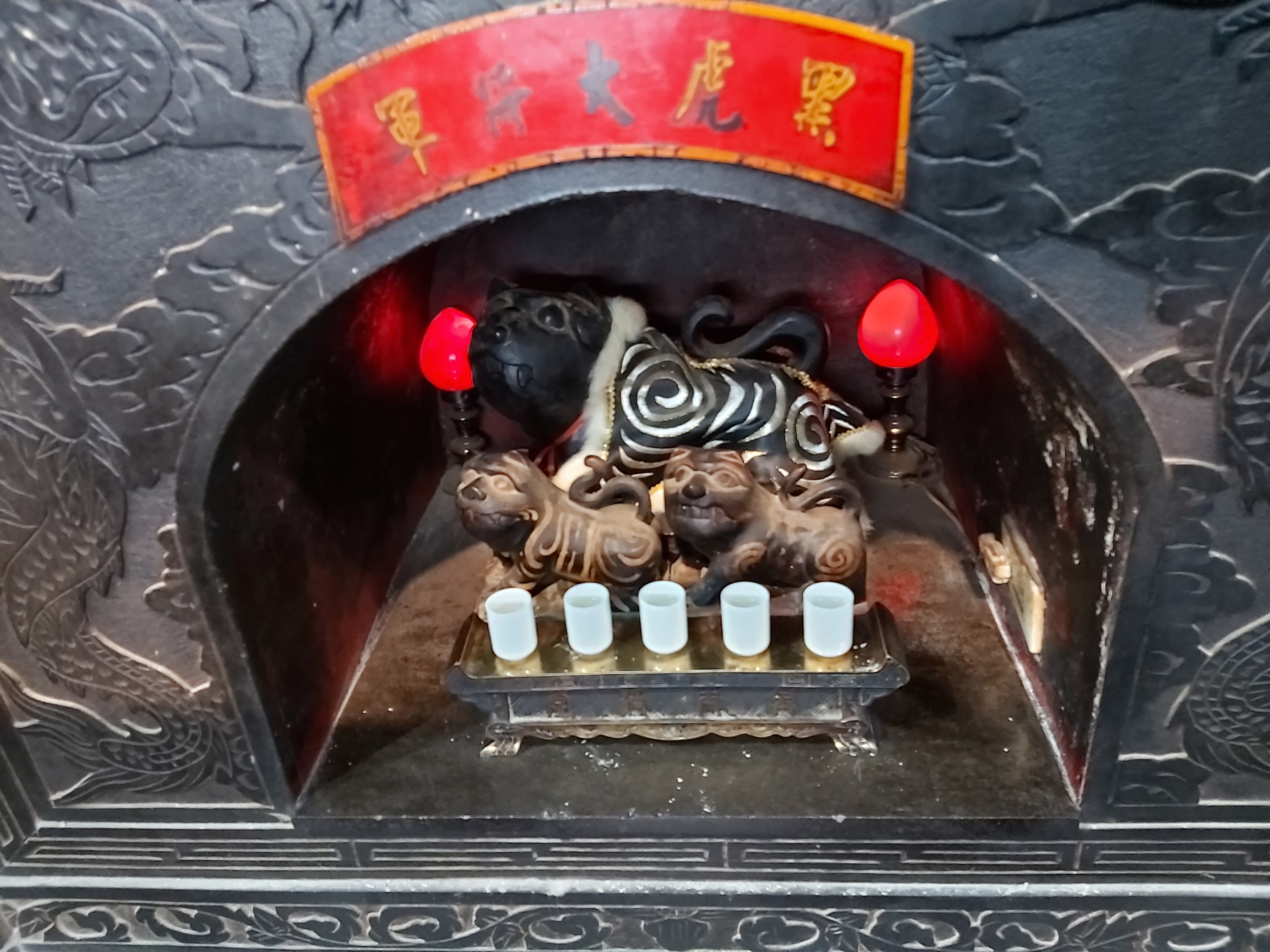
黑虎大將軍

引述於明代真庆观道长李道如手稿名为《武财神显灵神迹》
因唐朝武德二年（619年），唐高祖李淵之母，日夜受鬼怪襲擾，不得安寧，御醫診治皆無效。經一雲遊方士指出：「李淵應得天下，但殺戮太重，遊魂懼天子龍威，遂遷怒於太后身上。」唐高祖李淵於是祈求玄壇元帥（又稱為財神爺）顯靈，將鬼怪收服在蜀中酆都，李淵之母因此痊癒。

為感謝財神爺顯靈治癒母親之病，高祖頒旨雕刻一尊財神爺金身，並供奉在財神爺得道之處─四川省峨嵋山羅浮洞（現今九老洞），各地信徒不遠千里前來朝拜，尊稱此尊金身為「四川峨嵋財神開基老祖」，又俗稱「老武財公」，也是歷史上第一尊、唯一由皇帝親自頒旨雕刻的財神爺金身，位階最高的財神開基老祖。
因有特殊機緣，台中廣天宮財神開基祖廟排除萬難，自羅浮洞（現今九老洞）將此尊距今已有一千四百餘年歷史的雕像，以及一同供奉的黑虎將軍與石爐恭迎回台，並永久供奉在台中廣天宮之內，讓各地信徒不用再千里迢迢前往四川，台中廣天宮也因財神金身鎮守宮內，晉升成為財神開基祖廟，奉行財神教法，廣傳財神濟世香火，繼續護佑台灣民眾萬萬年。

## 財神文化祭

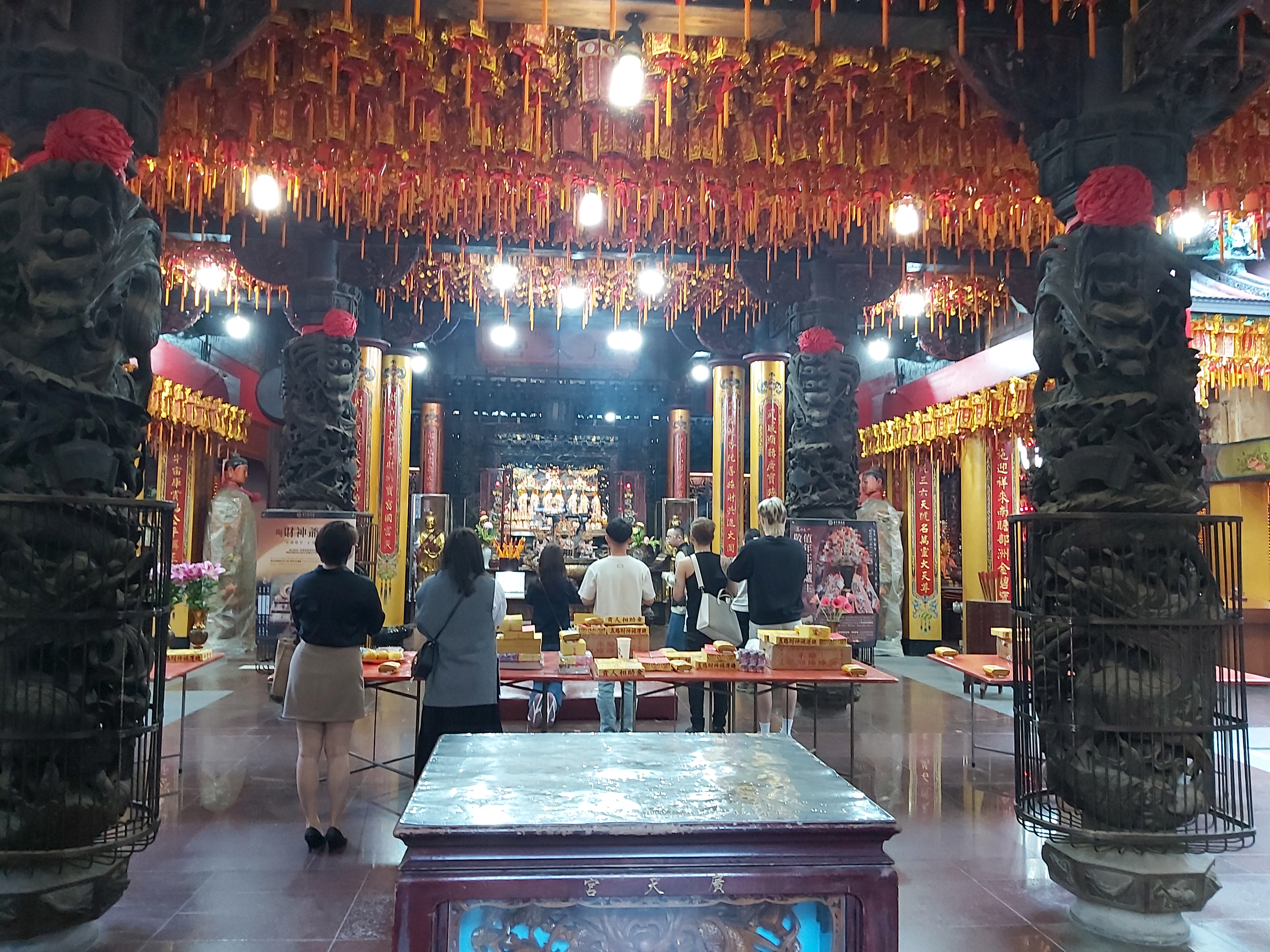
廣天宮拜殿

農曆三月十五是財神爺 趙公明的聖誕千秋之日，也是民間俗稱的求財日，台中廣天宮在每年的農曆三月十四日晚上10點開始，將舉行財神聖誕賜財大法會迎中財神，邀請民眾一同前往，一起為財神爺祝壽。在農曆三月十五日舉辦財神文化祭，請財神爺 趙公明開壇演化，特賜發財酒與眾生分享、眾生可得，並且當日台中廣天宮會與現場的信眾結緣，贈送現場民眾財神令牌，但因數量有限，每年這時候都會掀起一股排隊風潮

農曆三月十五日是財神爺 趙公明的聖誕千秋之日，也是民間俗稱的求財日，而財神爺 趙公明為五路財神的中路財神，並為五路財神位於台灣中部的臺中廣天宮鎮守中台灣，所以在當天將會舉辦盛大的財神文化祭，也就是台灣最熱鬧的迎中財神。

## 財神令牌
台中廣天宮受財神爺 趙公明旨意，恭請財神爺特賜財神令牌來與信眾結緣，第一年推出就癱瘓北屯區交通，從台中廣天宮門口排隊至文心路路口。
財神令牌有『平安令』、『健康令』、『發財令』還有三合一的『金輪令』，每一面都可以護祐信徒一整年。

## 交通
臺中市公車（站名：文心興安路口）
- 台中客運：8
- 統聯客運：53、77、85
- 巨業交通：68

臺中捷運（站名：四維國小站）

## 外部連結
- 台中廣天宮財神開基祖廟 （页面存档备份，存于）
- 台中廣天宮－財神開基祖廟官方粉絲團 （页面存档备份，存于）